# مریم بایرامعلی‌بیگوا
مریم بایرامعلی‌بیگوا (انگلیسی: Maryam Bayramalibeyova; ۱ ژانویهٔ ۱۸۹۸ – ۱ ژانویهٔ ۱۹۸۷) فعال اجتماعی و فمینیست اهل جمهوری آذربایجان بود.

## اوایل زندگی
مریم بایرامعلی‌بیگوا در سال ۱۸۹۸ در خانواده تیمور بیگ بایرامعلی‌بیگوف، تاریخ‌نگار آذربایجانی، در لنکران چشم به دنیا گشود. او در سال ۱۹۰۶ به «مدرسه اسلامی شبانه‌روزی دخترانانه روسی»، و ۷ سال بعد به «مدرسه شبانه‌روزی ساینت نینا» پذیرفته شد. در سال ۱۹۱۷ دیپلم خود را با دریافت لوح تقدیر به دست آورده و وارد دانشگاه پزشکی مسکو شد. به دنبال انقلاب اکتبر روسیه، مریم بایرامعلی‌بیگوا به دلیل اینکه دختر یک فرد باسواد بود، احساس خطر جانی کرد، تحصیلات خود را نیمه‌تمام گذاشته و به لنکران بازگشت.
در سال ۱۹۱۷، با حمایت و همت پدرش، تیمور بیگ بایرامعلی‌بیگوف، اقدام به تأسیس اولین مدرسه دنیوی دخترانه نموده و نخستین رئیس آن شد. سپس برای اینکه خانواده‌ها را ترغیب به آموختن دخترانشان کند، از بسیاری از خانواده منطقه خود بازدید به عمل آورد. تمام دروس در این مکتب به زبان روسی بود. مریم بایرامعلی‌بیگوا در راستای تبلیغ هنر باشگاه‌های درام، گروه کر و موسیقی در مدرسه یادشده برپا می‌کرد، که این نیز زمینه‌ساز شهرت یافتن یکی از دانش‌آموزان آن به عنوان بازیگر و یکی دیگر نیز به عنوان خواننده موسیقی مقامی در آینده شد. وی در سال ۱۹۱۹ بنیاد خیریه زنان لنکران را بنیان‌گذار کرد. مریم بایرامعلی‌بیگوا در سال ۱۹۳۱ در مقطع کارشناسی رشته حقوق از دانشگاه دولتی آذربایجان دانش‌آموخته شد.

## خانواده
مریم بایرامعلی‌بیگوا در سال ۱۹۲۳ به عقد جواد مالک یگانف درآمد، که حاصل این ازدواج ۳ فرزند دختر بود.

## دوره شوروی
در سال ۱۹۲۵، ۴ سال بعد از نقل مکان به باکو، مریم بایرامعلی‌بیگوا که رئیس یک مدرسه در این شهر بود، برای نمایندگی آذربایجان در اولین کنفرانس سراسری معلمان اتحاد جماهیر شوروی سوسیالیستی انتخاب شد. زمانی که در دانشگاه دولتی آذربایجان داشت تحصیل می‌گرفت، چند اثر از شعرای آذربایجانی را به زبان روسی ترجمه کرد.
در سال ۱۹۳۳، همسر مریم بایرامعلی‌بیگوا به ظن ارتباط با حزب مساوات، که در دوران جمهوری خلق آذربایجان حزب حاکم بود، بازداشت شد و پس از آن روز خانواده اش دیگر هرگز او را ندیدند. ۵ سال بعد، خود مریم بایرامعلی‌بیگوا که هیچ وقت به‌طور رسمی عضو حزب فوق‌الذکر نشده بود با همان اتهام بازداشت و وادار به ترک فرزندان خود شد. به همین جهت، مادربزرگشان از آن‌ها مراقبت کرد. او به تبعید به اردوگاه کار در آرخانگلسک واقع در شمال شوروی محکوم شد، جایی که برای مدتی در کارهای سخت وادار به اشتغال شد، ولی به خاطر سوابق تحصیلی درخشانش، تا مقام حسابداری پیش کشیده شد.
در اوایل دهه ۱۹۴۰، چشم‌های او شروع به کمسو شدن کرد. مسئولان زندان، او را به بهانه ارائه خدمت پزشکی به زندان «بیتالک» مسکو منتقل کردند. پس از مدتی از آنجا به کشور قزاقستان تبعید شد. در سال ۱۹۴۸، بعد از اتمام دوران محکومیتش آزاد شده و به باکو باز‍شت. در حالی که بینایی خود را کاملاً از دست داده بود و قادر به ادامه فعالیت‌های هنری و فرهنگی خود نبود، به او اجازه زندگی کردن در باکو را ندادند. بنابراین او وادار شد تا سال ۱۹۵۶ در شهر داش‌کسن سکونت داشت و سپس مجدداً به باکو نقل مکان داد. در سال ۱۹۵۶، وی به‌طور رسمی تبرئه شد و در سال ۱۹۶۴ مشمول دریافت کنندگان مستمری بازنشستگی از دولت شد. سه دخترش با وجود تمام مشکلات مالی و معنوی، توانستند به خوبی تحصیل کنند و به جایگاه‌هایی در جامعه برسند.
مریم بایرامعلی‌بیگو در سال ۱۹۸۸ درگذشت.